# Alan Dunne
Alan James Dunne (Dublín, Irlanda, 23 de agosto de 1982) es exfutbolista y entrenador irlandés. Jugaba de defensa. Actualmente es segundo entrenador del Bromley FC.

## Carrera
Dunne comenzó su carrera con el sistema juvenil de Millwall, antes de firmar un contrato profesional en marzo de 2000. Hizo su debut en el primer equipo el 19 de marzo de 2002 contra Sheffield United. Al final de la temporada 2009-10, Dunne fue galardonado como Jugador del Año.
Tras 21 años en el Millwall, entre cantera y profesional, abandonó el club para fichar por dos años por el Leyton Orient el 27 de julio de 2015. Dunne fichó por el Leyton Orient, club recién descendido de la Liga Dos, con un contrato de dos años. Dejó Orient de común acuerdo el 18 de enero de 2017. 
El 20 de enero de 2017, Dunne fichó por el club Bromley de la Liga Nacional. La primera temporada fue entrenador-jugador. Hizo su debut con el club en una victoria en casa por 3-1 sobre Southport el 28 de enero.

## Clubes
| Club          | País       | Año       |
| ------------- | ---------- | --------- |
| Millwall FC   | Inglaterra | 2002-2015 |
| Leyton Orient | Inglaterra | 2015-2017 |
| Bromley FC    | Inglaterra | 2017-2020 |